# Jahi Di'Allo Winston
Jahi Di'Allo Winston (Atlanta, Georgia, 30 de noviembre de 2003), también conocido como Jahi Winston, es un actor estadounidense. Fue miembro del elenco de la película de 2023 We Have a Ghost.

## Biografía
Jahi Di'Allo Winston nació el 30 de noviembre de 2003 en Atlanta, Georgia. Su madre es Juakena y su padre, Darryl. Tiene un hermano, Jelani, y una hermana, Sekayi.
En noviembre de 2014, fue elegido por Walt Disney Theatrical Productions para interpretar al joven Simba en un musical, basado en la película El Rey León, desde diciembre de 2014 hasta marzo de 2016 en Broadway.
En agosto de 2016 dio sus primeros pasos en la televisión estadounidense: interpretó el papel de Andre en nueve episodios de la serie de televisión Feed the Beast creada por Clyde Phillip para el canal AMC.

## Filmografía

### Cine
| Año  | Título                | Personaje     | Notas                             |
| ---- | --------------------- | ------------- | --------------------------------- |
| 2017 | The Upside            | Anthony Scott |                                   |
| 2018 | Proud Mary            | Danny         | Protagonista                      |
| 2019 | Los muertos no mueren | Geronimo      |                                   |
| 2019 | Queen & Slim          | Junior        |                                   |
| 2020 | Charm City Kings      | Mouse         | Protagonista                      |
| 2020 | The Violent Heart     | Aaron         |                                   |
| 2023 | We Have a Ghost       | Kevin Presley | Protagonista; Película de Netflix |

### Televisión
| Año  | Título                | Personaje            | Notas                          |
| ---- | --------------------- | -------------------- | ------------------------------ |
| 2016 | Feed the Beast        | Andre                | 9 episodios                    |
| 2017 | The New Edition Story | Joven Ralph Tresvant | 2 episodios                    |
| 2017 | Libby and Malcolm     | MJ Black             | Película para televisión       |
| 2018 | Everything Sucks!     | Luke O'Neil          | 10 episodios; Serie de Netflix |
| 2018 | The Resident          | Trevor Conforth      | 1 episodio                     |
| 2018 | The Plug              | Kendall Burdett      | 1 episodio                     |